# MTV Europe Music Award al miglior look
L'MTV Europe Music Award al miglior look (MTV Europe Music Award for Best Look) è stato uno dei premi degli MTV Europe Music Awards, assegnato dal 2012 al 2019.

## Albo d'oro

### Anni 2010
| Anno | Vincitore     | Nominati                                                          |
| ---- | ------------- | ----------------------------------------------------------------- |
| 2012 | Taylor Swift  | - A$AP Rocky - Jack White - Nicki Minaj - Rihanna                 |
| 2013 | Harry Styles  | - Justin Timberlake - Lady Gaga - Rihanna - Rita Ora              |
| 2014 | Katy Perry    | - Nicki Minaj - Rita Ora - Taylor Swift - Iggy Azalea             |
| 2015 | Justin Bieber | - Macklemore & Ryan Lewis - Nicki Minaj - Rita Ora - Taylor Swift |
| 2016 | Lady Gaga     | - Bebe Rexha - Sia - Rihanna - Beyoncé                            |
| 2017 | Zayn Malik    | - Dua Lipa - Harry Styles - Rita Ora - Taylor Swift               |
| 2018 | Nicki Minaj   | - Cardi B - Dua Lipa - Migos - Post Malone                        |
| 2019 | Halsey        | - J Balvin - Lizzo - Lil Nas X - Rosalía                          |